# 雙福 (湖北提督)
雙福（？—1852年），他塔喇氏，滿洲正白旗人。清朝軍事人物。

## 經歷
護軍出身，道光八年（1828年）升任護軍校。十九年（1839年）升護軍參領。二十二年（1842年）升湖北施南協副將。二十九年（1849年）調任江南槽標中軍副將。三十年（1850年）改湖南中軍副將，同年升遷河南河北鎮總兵，隨後改貴州古州鎮總兵。咸豐二年（1852年）以總兵署理湖北提督領貴州兵赴湖北堵擊太平軍，隨即授江南提督，再實授湖北提督。
太平天國東王楊秀清、翼王石達開統20萬太平軍第一次圍攻武昌城，雙福輕敵僅以2000綠營官兵守城，二月十二日武昌失陷，與湖北巡撫常大淳皆戰死殉國。卹贈騎都尉兼一雲騎尉，賜勇號烏爾瑪斯巴圖魯，賜諡武烈。